# Keith Cars
Keith Cars war ein britischer Hersteller von Automobilen.

## Unternehmensgeschichte
Das Unternehmen aus Great Longstone in der Grafschaft Derbyshire wurde 1989 gegründet. Die Produktion von Automobilen und Kits begann. Der Markenname lautete Keith. 1996 endete die Produktion. Insgesamt entstanden etwa 15 Exemplare.

## Fahrzeuge
Das einzige Modell war der Elan S 4. Dies war die Nachbildung des Lotus Elan. Die Basis bildete ein festes Fahrgestell. Ein Wankelmotor von Mazda trieb die Fahrzeuge an.
Außerdem stellte das Unternehmen Karosserieanbauteile für den Mazda RX-7 her.